# Hans August von Seebach
Johann "Hans" August Kaspar von Seebach (* 1713; † 1. September 1779 in Storndorf) war ein kurpfälzischer Kammerherr, Oberst (Hessen-Darmstadt) sowie Rittergutsbesitzer. Er war Erb- und Gerichtsherr zu Storndorf. 

## Leben

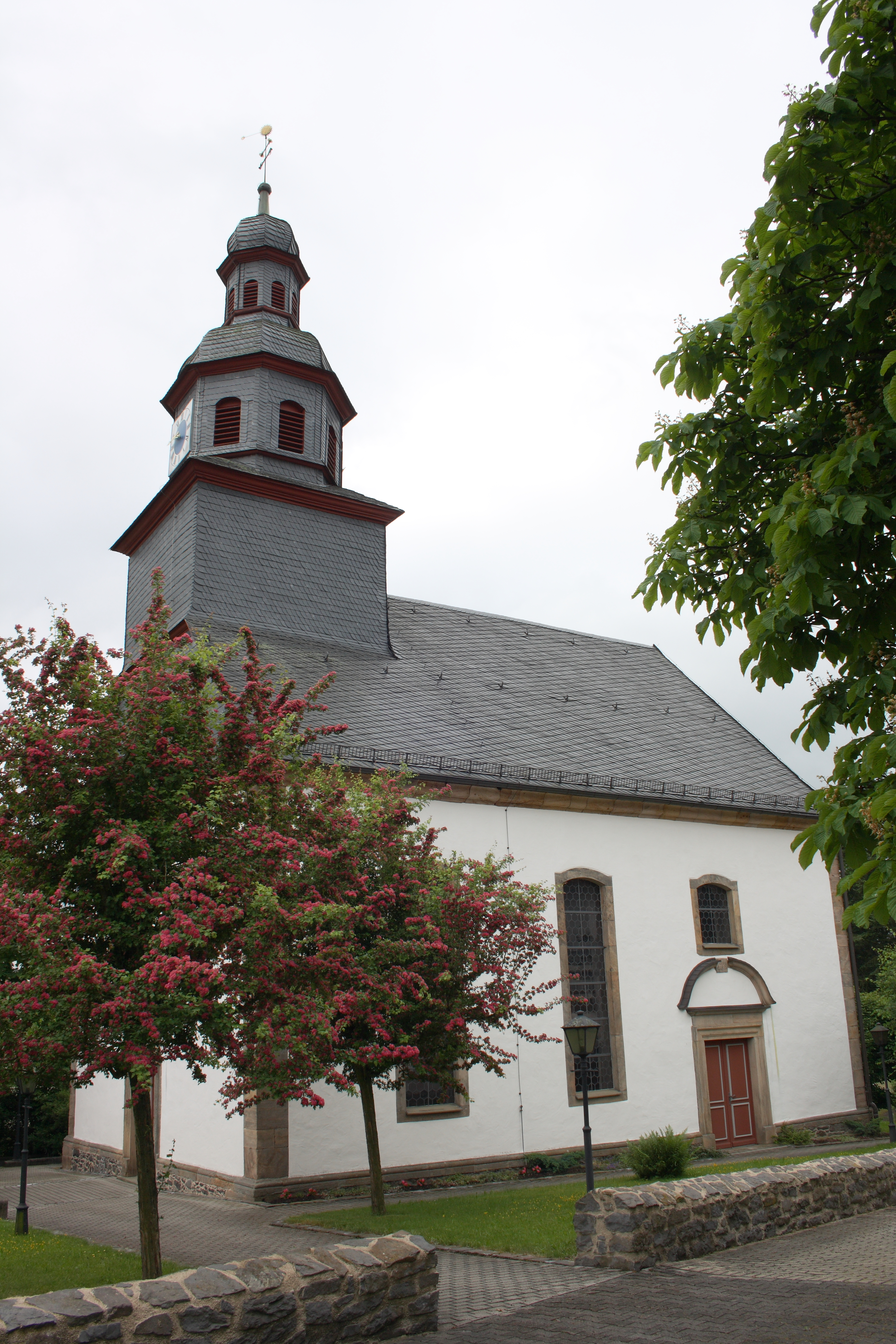
Patronatskirche und Begräbnisort von Hans August von Seebach in Storndorf

Er stammte aus dem thüringischen Adelsgeschlecht von Seebach, von dem sich eine Seitenlinie im 18. Jahrhundert in der Kurpfalz niedergelassen hatte und dort sesshaft wurde. Am Kurpfälzer Hof schlug er eine der typischen adligen Laufbahnen ein, wurde zunächst Kammerjunker und im Anschluss zum Kammerherrn ernannt.
Hans August von Seebach war mit mehreren Rittergütern seiner männlichen Verwandten in Thüringen und Sachsen mitbelehnt.
Seine letzten Lebensjahre verbrachte Hans August von Seebach auf seinem Rittergut Storndorf, wo er sich zum unbequemen Zeitgenossen entwickelte. Er prozessierte gegen den Landgrafen von Hessen wegen seiner Brenngerechtigkeit, in der er sich eingeschränkt fühlte. außerdem klagte er mehrfach gegen die Gemeinde zu Storndorf, so wegen angeblicher Eingriffe in seine Hut- und Triftrechte sowie wegen der Holzlieferungen.
Er hinterließ den Sohn Hauptmann a. D. Georg Philipp von Seebach (1748–1822), der seinen Besitz in Storndorf erbte. Doch sein Sohn hatte wenig Interesse am Verbleib in der Kurpfalz, sondern ging 1792 nach Thüringen zurück, wo er ein Gut in Kammerforst von Generalmajor Johann Christian Friedrich von Seebach übernahm, der am 6. Dezember 1791 verstorben war.
Hans August von Seebach war verheiratet mit Sophia Catharina von Seebach. Aus der Ehe ging die Tochter Anna Dorothea Clara von Bünau hervor. Zuletzt war er verheiratet mit Wilhelmine Elisabetha geborene Fleckmühl genannt Bürgel.